# زمین‌لرزه ۱۹۸۸ نپال
زمین‌لرزه نپال  در تاریخ ۲۰ اوت ۱۹۸۸ میلادی، برابر با ‎۲۹ مرداد ۱۳۶۷، ساعت ۲۳:۰۹:۰۹ به زمان یوتی‌سی در نپال رخ داد. ژرفای این زلزله ۶۱٫۹ کیلومتر بود، و بزرگی آن ۶٫۸ در مقیاس Mw اعلام شده‌است. زمین‌لرزه به وقت محلی در روز یکشنبه، ساعت ۴٫۷۵ روی داده و منطقه زمانی آن یوتی‌سی +۵٫۷۵ بوده‌است .
سازمان زمین‌شناسی آمریکا نیز رومرکز این زمین‌لرزه را در مختصات ۲۶°۴۵′۱۸″شمالی ۸۶°۳۶′۵۸″شرقی / ۲۶٫۷۵۵°شمالی ۸۶٫۶۱۶°شرقی و ژرفای آنرا در ۵۷ کیلومتر گزارش کرده‌است. بزرگی برگزیدهٔ این سازمان از میان بزرگیهای محاسبه‌شدهٔ مختلف ۶٫۸ در مقیاس MS بوده و از دید اثر، در میان چهار دسته‌بندی «نامحسوس»، «محسوس»، «زیان‌آور» یا «با تلفات»، زلزله را «با تلفات» اعلام کرده‌است.روانگرایی در این زمین‌لرزه ایجاد شده‌است.
پروژهٔ «تنسور گشتاور مرکزوار» زاویه‌های (راستا، شیب، ریک) گسل سازندهٔ زمین‌لرزه و صفحه عمود بر آنرا (°۲۳۰، °۲۳، °۲) یا (°۱۳۷، °۸۹، °۱۱۳) و نوع گسل را «امتدادلغز» فرارسانده‌است.
شمار کشتگان زلزله حدود ۱۴۵۰ نفر بوده‌است.تعداد زخمیان ۱۰۱۶ نفر برآورده شده‌است.